# Ra's Al Ghul
Ra's al Ghul er en superskurk, der optræder i amerikanske tegneserier udgivet af DC Comics, som en af superhelten Batmans modstandere. Figuren blev skabt af Julius Schwartz, writer Dennis O'Neil og Neal Adams, og han optrådte først e gang i Batman #232's "Daughter of the Demon" (juni 1971).
Han er mest kendt som leder for League of Assassins, Ra's al Ghuls navn er en arabisk oversættelse af "Dæmons Hoved". Han er søn af Sensei; han er far til Talia al Ghul, Nyssa Raatko og Dusan al Ghul; og bedstefar til Damian Wayne. Historier med Ra's al Ghul involverer ofte Lazarus Pits, der kan genoplive folk fra de døde. Lazarus Pits har forlænget Ra's' liv betydeligt, hvilket gør ham særligt farlig, da han har finpudset sine kampegenskaber igennem århundreder. Selvom han primært er en af Batmans fjender, så har Ra's også været i konflikt med Superman og andre helte i DC Universe.
Ra's al Ghul har medvirket i flere medier. Karakteren er blevet spillet af David Warner i DC Animated Universe, Liam Neeson i Dark Knight trilogien, Jason Isaacs i Batman: Under the Red Hood, Dee Bradley Baker i computerspilsserien Batman: Arkham, Matt Nable i Arrowverse-tv-serierne og Alexander Siddig i Gotham.
IGNs liste over Top 100 Comic Book Villains of All Time List rangerede Ra's som nummer 7.